# Campionato svizzero di hockey su ghiaccio 1921-1922

## Campionato Internazionale

### Partecipanti
Akademischer EHC Zürich · 
 Château-d'Œx · 
 Davos · 
 Rosey-Gstaad · 
 Losanna · 
 St. Moritz · 
 FC/HC Zürich

### Verdetti
| Campionato Internazionale 1921-1922 |
| ----------------------------------- |
| Château-d'Œx                        |

## Campionato Nazionale

### Partecipanti
Akademischer EHC Zürich · 
 Château-d'Œx · 
 Davos · 
 Ginevra
 Rosey-Gstaad · 
 La Chaux-de-Fonds · 
 CP Lausanne · 
 Servette
 St. Moritz

### Verdetti
| Campionato Nazionale 1921-1922 |
| ------------------------------ |
| St. Moritz                     |